# Le Bleymard
Le Bleymard  (okcitán nyelven Lo Blumar) korábbi község Franciaország Okcitánia régiójában, Lozère megyében, kantonközpont. 2011-ben 366 lakosa volt.
2017. január 1-jén öt másik korábbi községgel egyesült és az így létrejött Mont Lozère et Goulet új község része lett.

## Fekvése
Le Bleymard a Lot folyó felső folyásánál (a Combe Sourde patak torkolatánál) fekszik, 1080 méteres (a községterület 1037-1482 méteres) tengerszint feletti magasságban, a Goulet-hegy (1497 m) déli lábánál, Mende-tól 29 km-re keletre. Területén fekszik a 'Le Bleymard-i állami erdő.
Nyugatról Saint-Julien-du-Tournel, északról Belvezet, északkeletről Chasseradès, keletről Cubières, délről pedig Mas-d’Orcières községekkel határos.
Le Bleymard-t a D901-es megyei út köti össze a Tourette-hágón (20 km) keresztül a megyeszékhellyel, valamint az Altier-völgyön keresztül Villefort-ral. A D20-as út a Mont Lozère-en (Finiels-hágó, 1541 m) keresztül Le Pont-de-Montvert (22 km) és a Goulet-hegy'en át Belvezet (12 km) felé teremt összeköttetést.
A községhez tartozik Saint-Jean-du-Bleymard, Valescure, Bonnetés és Les Estrémières.

## Története
Le Bleymard a történelmi Gévaudan tartomány Tourneli báróságához tartozott. Első írásos említése 1281-ből származik. 2000 óta a Goulet-Mont Lozère Településtársulás székhelye.

### Demográfia
| Év   | Lakosság |
| ---- | -------- |
| 1793 | 752      |
| 1851 | 652      |
| 1876 | 600      |
| 1901 | 598      |
| 1936 | 448      |

| Év   | Lakosság |
| ---- | -------- |
| 1946 | 493      |
| 1954 | 336      |
| 1962 | 324      |
| 1968 | 295      |

| Év   | Lakosság |
| ---- | -------- |
| 1975 | 358      |
| 1982 | 434      |
| 1990 | 440      |
| 1999 | 446      |
| 2010 | 356      |

## Nevezetességei
- Temploma a 19. században épült.
- A Saint-Jean kápolna a 13. században épült.
- Saint-Jean-de-Bleymard plébániája az egykori középkori kolostor épületében található.
- Számos régi épület maradt fenn a községben (a Peytaver-ház 17. századi).

## Híres emberek
- Henri Rouvière (1876-1952) - akadémikus, anatómiaprofesszor Le Bleymard-ban született. A község főterén 1956 óta mellszobor őrzi emlékét, iskolát is elneveztek róla a faluban.